# Känerkinden
Känerkinden – gmina (niem. Einwohnergemeinde) w północnej Szwajcarii, w kantonie Bazylea-Okręg, w okręgu Sissach. 31 grudnia 2020 roku liczyła 535 mieszkańców. 